# Madame de Montespan
  Madame de Montespan  (francès: Françoise-Athénaïs de Rochechouart de Mortemart, marquise de Montespan)  (Lussac-les-Châteaux, c. 5 d'octubre de 1640 - Bourbon-l'Archambault, 27 de maig de 1707)fou una noble francesa.

## Biografia
Era filla del duc Gabriel de Rochechouart, Duque de Mortemart (1600-1675) i de Diana de Grandseigne (1615-1666).
El 1658 va acabar els seus estudis al covent de Les Saintes, on adoptà el nom de Mademoiselle de Tonnay-Charente. Poc després d'arribar a la cort francesa, gràcies a la intervenció d'Anna d'Àustria, es va posar al servei d'Enriqueta d'Anglaterra, cunyada del rei Lluís XIV de França, de qui seria una de les seves amistançades.
Mentre va durar la seva relació amb el rei va viure envoltada de tota mena de luxes, i essent el centre de la vida cortesana. La seva relació amb el rei va acabar en veure's involucrada en una causa sobre fetilleria i verins, tot i que finalment no va ser imputada. Fins i tot en ser abandonada pel rei i ser substituïda com a amistançada oficial per Françoise d'Aubigné, marquesa de Maintenon, que Francesca havia escollit com a institutriu dels seus fills, va romandre prop de la Cort amb l'objectiu de procurar uns enllaços matrimonials d'alt nivell per als seus fills, cosa que en bona part va aconseguir.
El 1691 deixà la Cort per anar a residir al convent de la comunitat de Saint Joseph a París on portà una vida retirada i discreta. Posteriorment va tornar a la seva propietat de Bourbon-l'Archambault fins a la seva mort el 1707.

## Matrimoni i fills
El febrer de 1663 es va casar amb Lluís Enric de Pardaillan, marqués de Montespan, amb qui va tenir dos fills:
1. Maria Cristina de Pardaillan (1663-1675)
2. Lluís Antoni de Pardaillan (1665-1736)

El 1666 va conèixer Lluís XIV que tenia, aleshores, com a amistançada Lluïsa de La Vallière. Però la Marquesa de Montespan es convertí en l'amant del rei el 1667. En assabentar-se'n el seu marit va crear un gran escàndol a la Cort, per la qual cosa fou empresonat a Fort-l'Évêque i després exiliat lluny de la Cort, a la Gascunya.
Durant dotze anys va ser l'amant oficial de Lluís XIV, amb qui va tenir set fills, que si bé no van ser reconeguts com a membres de la família reial, tot i portar el cognom de Borbó, foren recompensats amb títols nobiliaris en el moment de ser legitimats:
1. Lluïsa Francesca (1669-1672)
2. Lluís August, duc de Maine (1670-1736), casat amb Louise Bénédicte de Borbó (1676-1753).
3. Lluís Cèsar, comte de Vexin (1672-1683)
4. Lluïsa Francesca, Senyora de Nantes (1673-1743), casada amb el duc Lluís de Borbó-Condé (1668-1710)
5. Lluïsa Maria, Senyora de Tours (1674-1681)
6. Francesca Maria, Senyora de Blois (1677-1749), casada amb Felip d'Orleans, duc de Chartres i futur Regent a la mort de Lluís XIV
7. Lluís Alexandre (1678-1737), comte de Tolosa, casat amb Maria Victòria de Noailles (1688-1766).